# Grosley-sur-Risle
Grosley-sur-Risle est une commune française située dans le département de l'Eure en région Normandie.

## Géographie

### Localisation
Grosley-sur-Risle est une commune du pays d'Ouche.

### Communes limitrophes
| Beaumont-le-Roger |                   | Barc                                |
| Beaumont-le-Roger | Grosley-sur-Risle | Le Plessis-Sainte-Opportune Barquet |
| Le Noyer-en-Ouche | La Houssaye       | Romilly-la-Puthenaye                |

### Voies de communication et transports
La ligne de Mantes-la-Jolie à Cherbourg traverse la Risle sur un viaduc de 61 mètres de long et 13 mètres de hauteur construit en 1855 sur le territoire communal, au point kilométrique (P) 137,900. La gare de Beaumont-le-Roger en est distante de moins de 5 kilomètres.

### Hydrographie
La commune est située dans le bassin Seine-Normandie. Elle est drainée par la Risle, deux bras de la Risle et  et un autre petit cours d'eau,.
La Risle, d'une longueur de 145 km, prend sa source dans la commune de Planches et se jette  dans la Seine à Berville-sur-Mer, après avoir traversé 52 communes.Les caractéristiques hydrologiques de la Risle sont données par la station hydrologique située sur la commune de Barquet. Le débit moyen mensuel est de 1,85 m3/s. Le débit moyen journalier maximum est de 16,9 m3/s, atteint lors de la crue du 19 janvier 2024. Le débit instantané maximal est quant à lui de 19,1 m3/s, atteint le même jour. La Risle disparait momentanément depuis plusieurs siècles, au moins depuis le cadastre napoléonien, dans une bétoire, à Châtel-la-Lune, non loin du Moulin Chapelle, et qui, après un cours souterrain de 5,5 kilomètres passe sous la forêt de Beaumont-le-Roger (Eure), réapparaît près de l'ancien château de Grosley-sur-Risle, à la Fontaine-Roger, que la tradition a surnommée la Fontaine Enragée. Celle-ci ne fait que partir et revenir, notamment en 2012, une nouvelle bétoire s'est formée, faisant un trou de 4 puis 8 mètres de diamètre. La rivière a repris son cours durant l'hiver, une fois la bétoire pleine. Cet événement ne s'était pas produit depuis plus de trente ans.

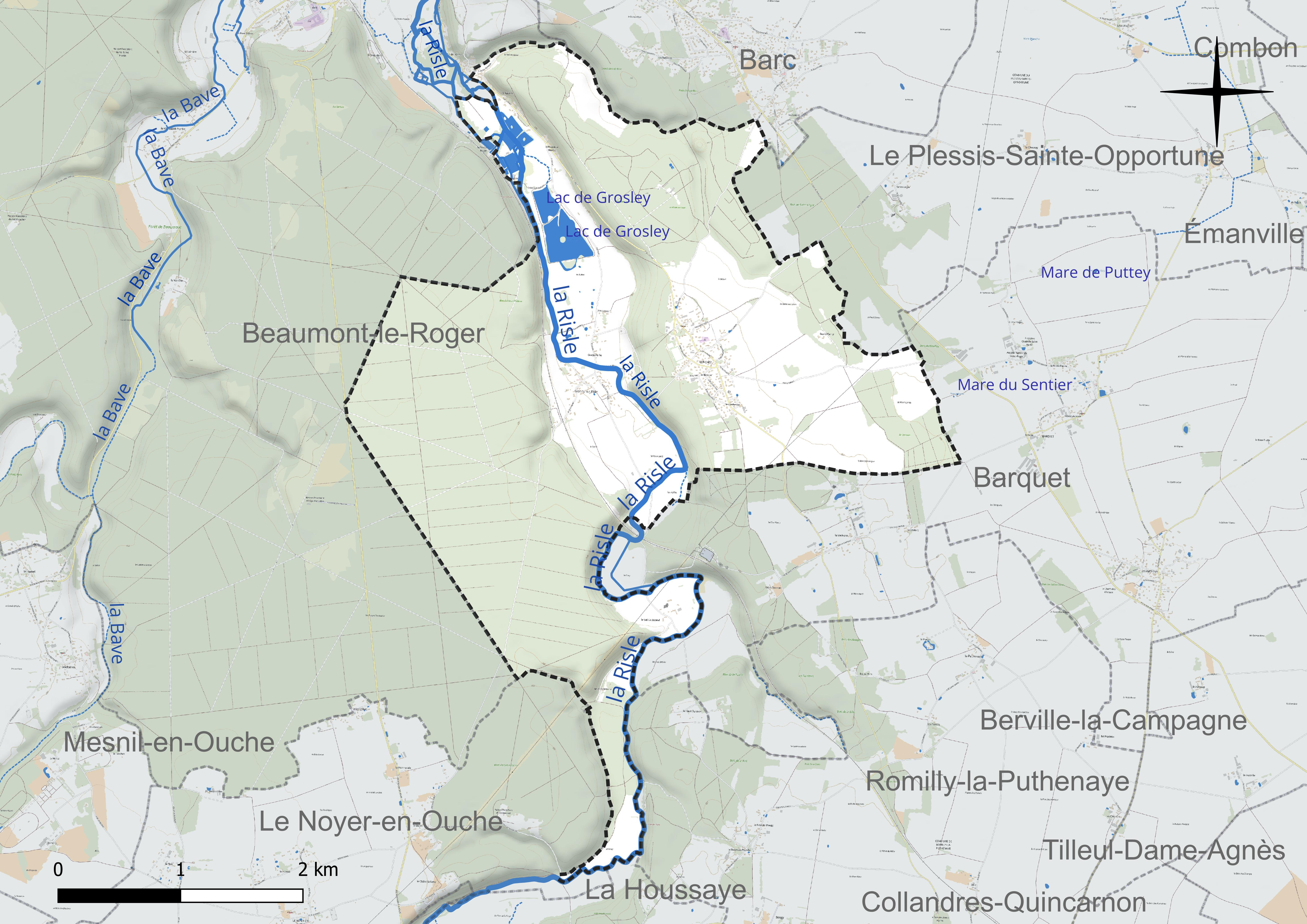
Réseau hydrographique de Grosley-sur-Risle.

Un plan d'eau complète le réseau hydrographique : le lac de Grosley (10,4 ha),.

### Climat
Pour des articles plus généraux, voir Climat de la Normandie et Climat de l'Eure.
En 2010, le climat de la commune est de type climat océanique dégradé des plaines du Centre et du Nord, selon une étude du CNRS s'appuyant sur une série de données couvrant la période 1971-2000. En 2020, Météo-France publie une typologie des climats de la France métropolitaine dans laquelle la commune est exposée à un climat océanique et est dans la région climatique  Côtes de la Manche orientale, caractérisée par un faible ensoleillement (1 550 h/an) ; forte humidité de l’air (plus de 20 h/jour avec humidité relative > 80 % en hiver), vents forts fréquents. Parallèlement le GIEC normand, un groupe régional d’experts sur le climat, différencie quant à lui, dans une étude de 2020, trois grands types de climats pour la région Normandie, nuancés à une échelle plus fine par les facteurs géographiques locaux. La commune est, selon ce zonage, exposée à un « climat des plateaux abrités », correspondant aux plaines agricoles de l’Eure, avec une pluviométrie beaucoup plus faible que dans la plaine de Caen en raison du double effet d’abri provoqué par les collines du Bocage normand et par celles qui s’étendent sur un axe du Pays d'Auge au Perche.
Pour la période 1971-2000, la température annuelle moyenne est de 10,3 °C, avec  une amplitude thermique annuelle de 13,6 °C. Le cumul annuel moyen de précipitations est de 717 mm, avec 12 jours de précipitations en janvier et 8,4 jours en juillet. Pour la période 1991-2020, la température moyenne annuelle observée sur la station météorologique la plus proche, située sur la commune de Bernay à 16 km à vol d'oiseau, est de 10,9 °C et le cumul annuel moyen de précipitations est de 666,9 mm,. Pour l'avenir, les paramètres climatiques de la commune estimés pour 2050 selon différents scénarios d’émission de gaz à effet de serre sont consultables sur un site dédié publié par Météo-France en novembre 2022.

## Urbanisme

### Typologie
Au 1er janvier 2024, Grosley-sur-Risle est catégorisée commune rurale à habitat dispersé, selon la nouvelle grille communale de densité à 7 niveaux définie par l'Insee en 2022.
Elle est située hors unité urbaine. Par ailleurs la commune fait partie de l'aire d'attraction d'Évreux, dont elle est une commune de la couronne,. Cette aire, qui regroupe 108 communes, est catégorisée dans les aires de 50 000 à moins de 200 000 habitants,.

### Occupation des sols
L'occupation des sols de la commune, telle qu'elle ressort de la base de données européenne d’occupation biophysique des sols Corine Land Cover (CLC), est marquée par l'importance des forêts et milieux semi-naturels (61,8 % en 2018), une proportion identique à celle de 1990 (61,8 %). La répartition détaillée en 2018 est la suivante : forêts (61,8 %), prairies (20,1 %), terres arables (15,3 %), zones urbanisées (2,8 %), zones agricoles hétérogènes (0,1 %). L'évolution de l’occupation des sols de la commune et de ses infrastructures peut être observée sur les différentes représentations cartographiques du territoire : la carte de Cassini (XVIIIe siècle), la carte d'état-major (1820-1866) et les cartes ou photos aériennes de l'IGN pour la période actuelle (1950 à aujourd'hui).

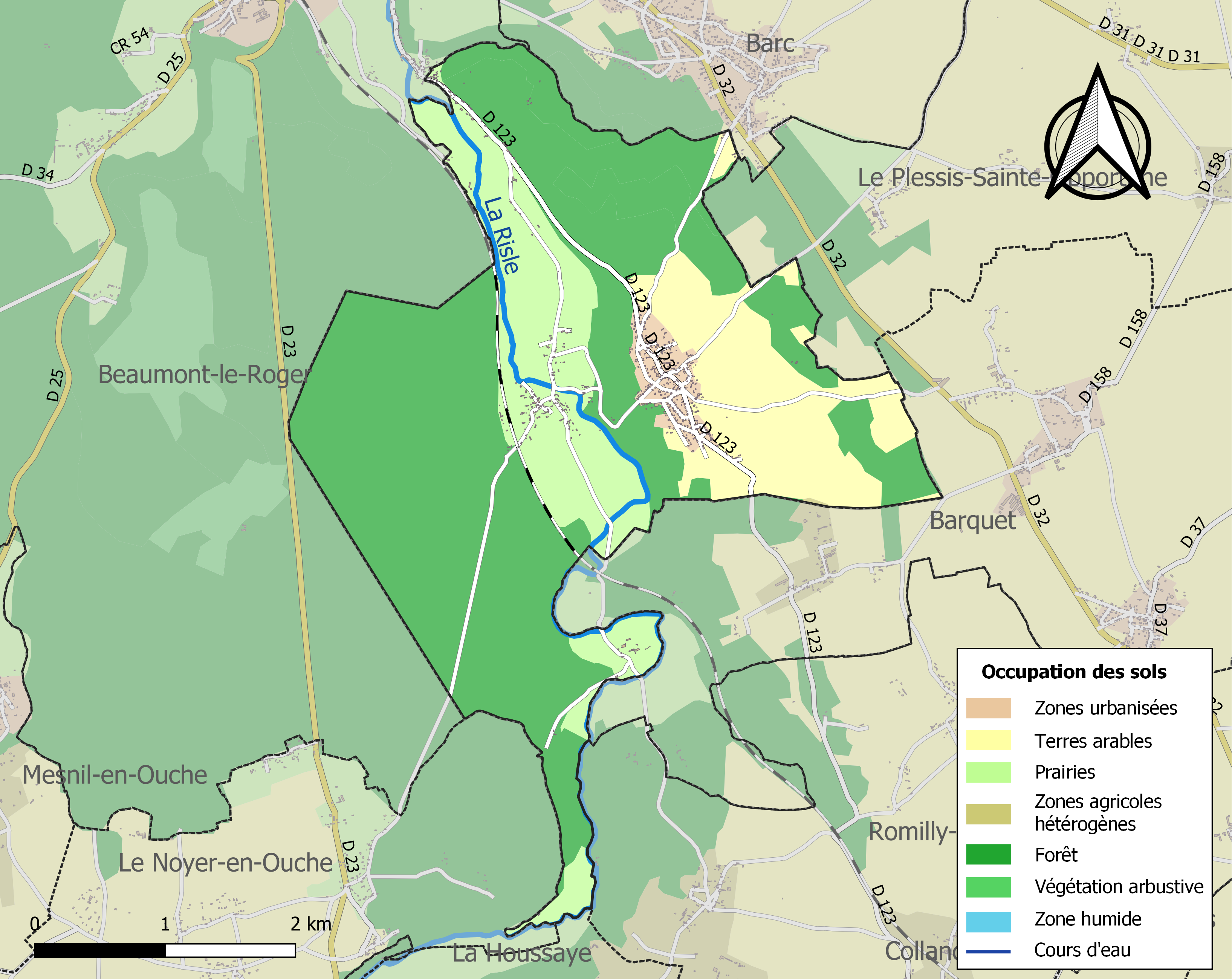
Carte des infrastructures et de l'occupation des sols de la commune en 2018 (CLC).

## Toponymie
Le nom de la localité est attesté sous la forme Grolei en 1155, (cartulaire du prieuré de la Sainte-Trinité de Beaumont-le-Roger), Grolaium vers 1199 (charte du comte Robert de Meulan), Groolaium en 1204 (charte de Lambert Cadoc), Groulayum en 1303 (cartulaire de la Sainte-Trinité de Beaumont), Grollay en 1413, Grolay en 1644 (Coulon, les Riv. de France).
Peut-être du latin graulus « corbeau » ou gracula « corneille » et du suffixe collectif –etum, d'où le sens global de « lieu fréquenté par les corbeaux » ou « ensemble de corneilles », explications douteuses. L’origine est obscure.
La Risle est une rivière de Normandie qui s'écoule dans les départements de l'Orne et de l'Eure.
Remarque : Le latin gracula est en fait un néolatin datant de la fin de la période médiévale, le latin ne connaissant que graculus « choucas » (gracula s'appliquant à la rigueur à sa femelle), or le toponyme est attesté dès le XIIe siècle et la forme la plus ancienne de son homonyme Groslay (Val-d'Oise) est Graulido au IXe siècle. De graculus procède le bas latin graulus « corbeau freux, choucas » à l'origine de l'ancien français grolle « corbeau »

## Politique et administration

### Liste des maires
| Période         | Période      | Identité                | Étiquette | Qualité       |
| --------------- | ------------ | ----------------------- | --------- | ------------- |
| 1790            | 1791         | Jean Duval              |           |               |
| 1791            | 1792         | Jean-Baptiste Tienterre |           |               |
| 1792            | 1798         | Pierre Lesage           |           |               |
| 1798            | 1800         | Jacques Rouzée          |           |               |
| 1800            | 1820         | Jean-Baptiste Tienterre |           |               |
| 1820            | 1826         | Jean Léonard Baudry     |           |               |
| 1826            | 1832         | Eustache Duval          |           |               |
| 1832            | 1837         | Charles François Lothon |           |               |
| 1837            | 1854         | Pierre Noël Gatine      |           |               |
| 1854            | 1868         | Jean Hippolyte Barbey   |           |               |
| 1868            | 1870         | Gerasime Lenfant        |           |               |
| 1870            | 1870         | Bruno Houdière          |           |               |
| 1870            | 1892         | Alexis Taillefer        |           |               |
| 1892            | 1901         | Ambroise Leguet         |           |               |
| 1901            | 1905         | Hippolyte Lamare        |           |               |
| 1905            | 1924         | Éloi Marvin             |           |               |
| 1924            | 1935         | Fernand Crouy           |           |               |
| 1935            | 1940         | René Alexandre          |           | Acteur        |
| 1940            | 1944         | Alphonse Combes         |           |               |
| 1944            | 1945         | Émile Hamelet           |           |               |
| 1945            | 1946         | René Alexandre          |           | Acteur        |
| 1946            | 1948         | Émile Cornu             |           |               |
| 1948            | 1951         | Edmond Delin            |           |               |
| 1951            | 1977         | Gaston Descamps         |           |               |
| 1977            | 1983         | Yves Ethes              |           |               |
| 1983            | 1990         | Édouard Albertine       |           |               |
| 1990            | 2010         | Jacques Delaporte       |           |               |
| 2010            | janvier 2016 | Pascale Perraudin       | DVG       | Fonctionnaire |
| 30 janvier 2016 | mai 2016     | Evelyne Duval           |           |               |
| 15 juillet 2016 | En cours     | Dominique Civel         |           |               |

## Population et société

### Démographie
L'évolution du nombre d'habitants est connue à travers les recensements de la population effectués dans la commune depuis 1793. Pour les communes de moins de 10 000 habitants, une enquête de recensement portant sur toute la population est réalisée tous les cinq ans, les populations de référence des années intermédiaires étant quant à elles estimées par interpolation ou extrapolation. Pour la commune, le premier recensement exhaustif entrant dans le cadre du nouveau dispositif a été réalisé en 2007.

En 2022, la commune comptait 525 habitants, en évolution de +0,19 % par rapport à 2016 (Eure : −0,25 %, France hors Mayotte : +2,11 %).
| 1793 | 1800 | 1806 | 1821 | 1831 | 1836 | 1841 | 1846 | 1851 |
| ---- | ---- | ---- | ---- | ---- | ---- | ---- | ---- | ---- |
| 469  | 494  | 511  | 578  | 614  | 623  | 600  | 588  | 561  |

| 1856 | 1861 | 1866 | 1872 | 1876 | 1881 | 1886 | 1891 | 1896 |
| ---- | ---- | ---- | ---- | ---- | ---- | ---- | ---- | ---- |
| 600  | 550  | 560  | 513  | 552  | 467  | 469  | 454  | 400  |

| 1901 | 1906 | 1911 | 1921 | 1926 | 1931 | 1936 | 1946 | 1954 |
| ---- | ---- | ---- | ---- | ---- | ---- | ---- | ---- | ---- |
| 540  | 385  | 393  | 379  | 352  | 398  | 330  | 403  | 301  |

| 1962 | 1968 | 1975 | 1982 | 1990 | 1999 | 2006 | 2007 | 2012 |
| ---- | ---- | ---- | ---- | ---- | ---- | ---- | ---- | ---- |
| 366  | 417  | 524  | 502  | 507  | 493  | 550  | 557  | 537  |

| 2017 | 2022 | - | - | - | - | - | - | - |
| ---- | ---- | - | - | - | - | - | - | - |
| 523  | 525  | - | - | - | - | - | - | - |

## Culture locale et patrimoine

### Lieux et  monuments
La commune de Grosley-sur-Risle compte un édifice inscrit au titre des monuments historiques :
- l'église Saint-Léger (XIe, XVe, XVIe et XVIIe siècles)  Inscrit MH (1954)[30]. L'église a été construite au XIIe siècle (mur sud) ; le mur nord a été reconstruit au XVe siècle ; la façade, le chevet et la charpente datent du XVIe siècle et la sacristie du XVIIIe siècle.

Par ailleurs, plusieurs autres édifices sont inscrits à l'Inventaire général du patrimoine culturel :
- motte castrale dite de la Chapelle du Pin, au lieu-dit le Pin[31], possession probable des seigneurs du Pin[32],[Note 5].
- un château fort des XIVe et XVe siècles (?) au lieu-dit le Vieux-Château[33] ;
- une ferme des XVIIIe et XXe siècles au lieu-dit le Val-Gallerand[34]. Il s'agit d'une ancienne ferme du XVIIIe siècle (four à pain). Le logis, la grange et le silo ont été construits en style néo-normand entre 1930 et 1940. Il est dit que le corps principal serait constitué d'éléments de la première gare de Deauville (renouvelée en 1930 par l'architecte Jean Philippot) transportés et remodelés sur place.

Autre point d'attrait :
- buste de René Alexandre, sociétaire de la Comédie-Française et maire de Grosley-sur-Risle, près de l'église.

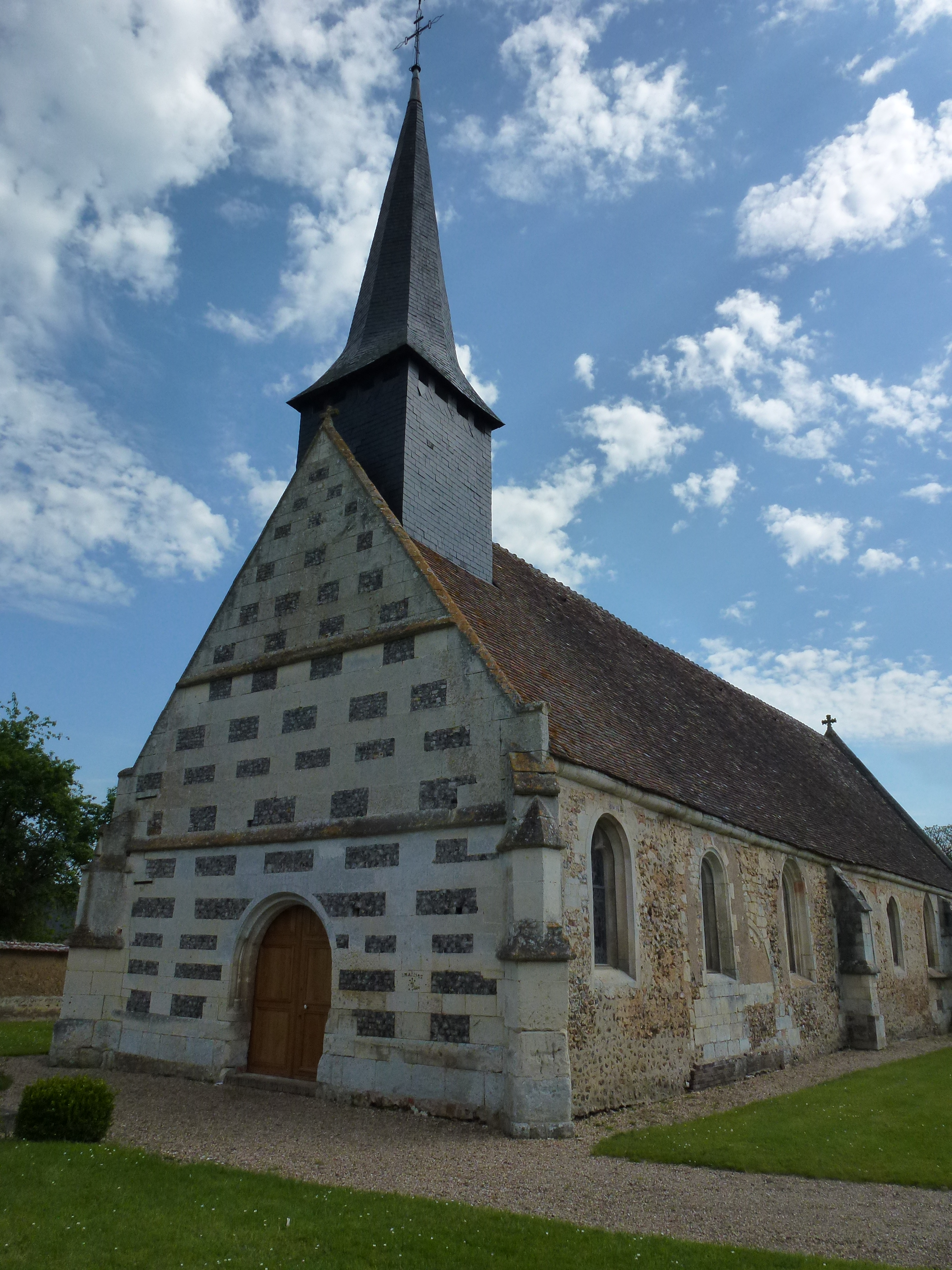
L'église.
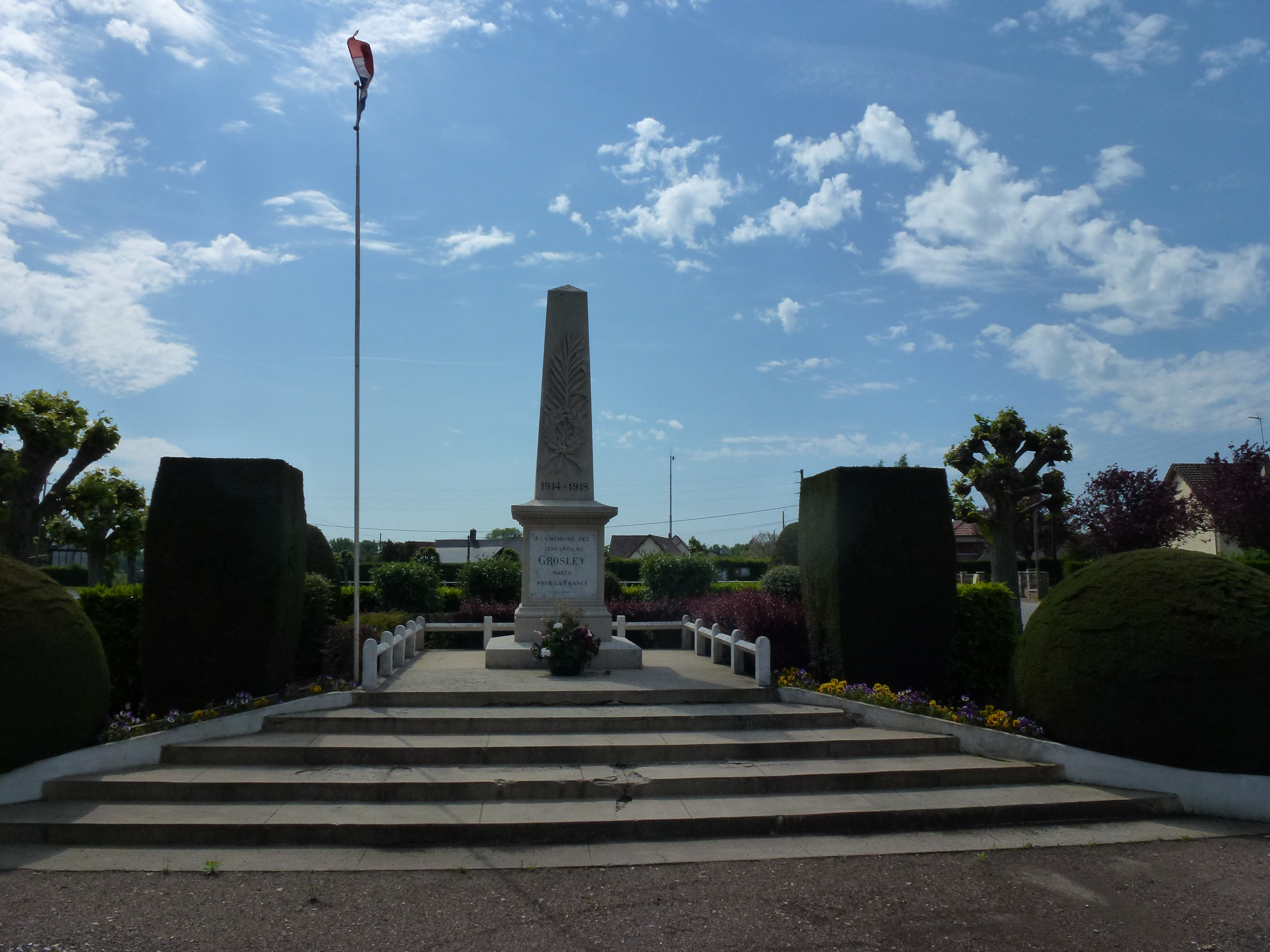
Le monument aux morts.
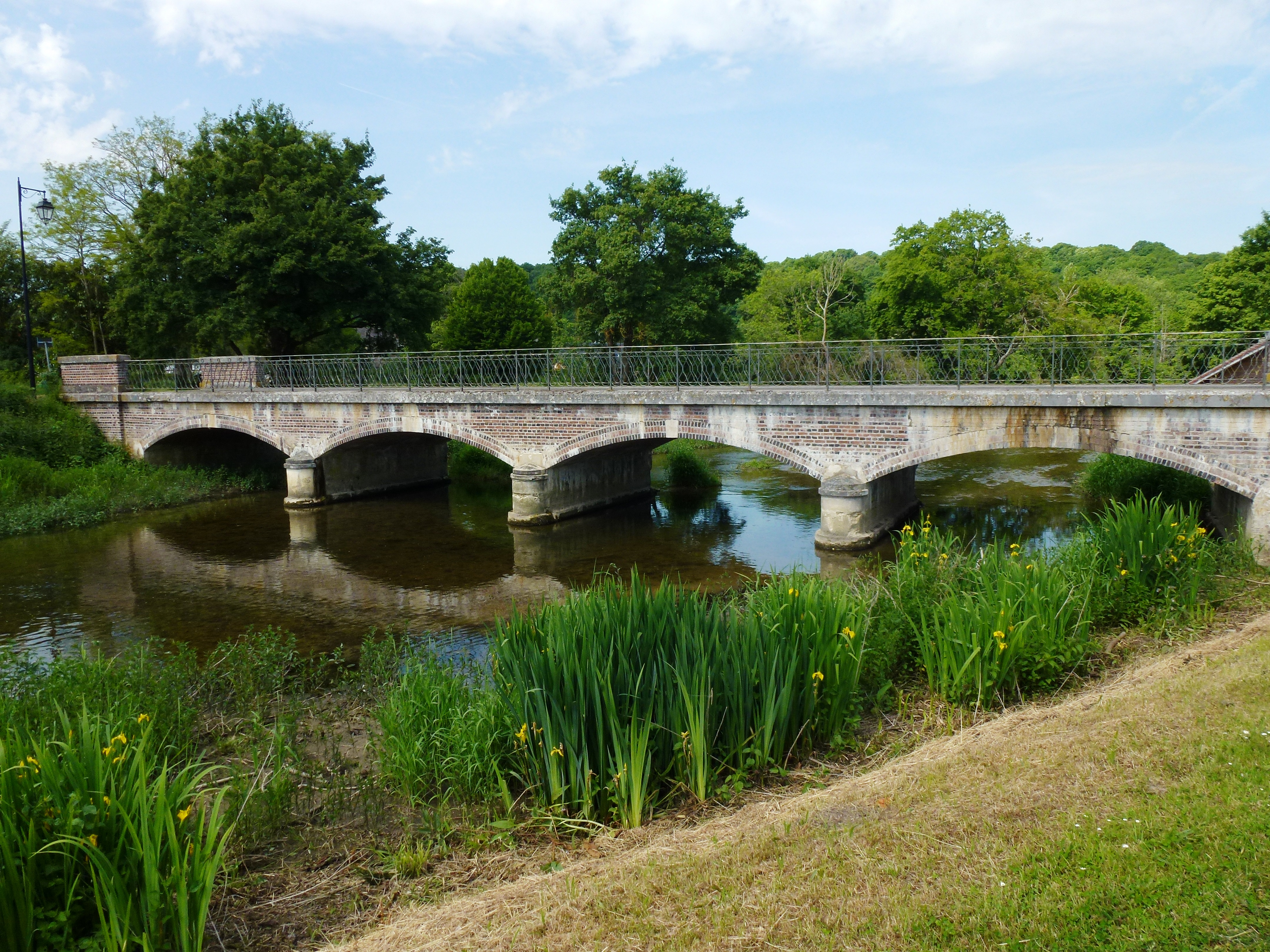
Le pont sur la Risle.
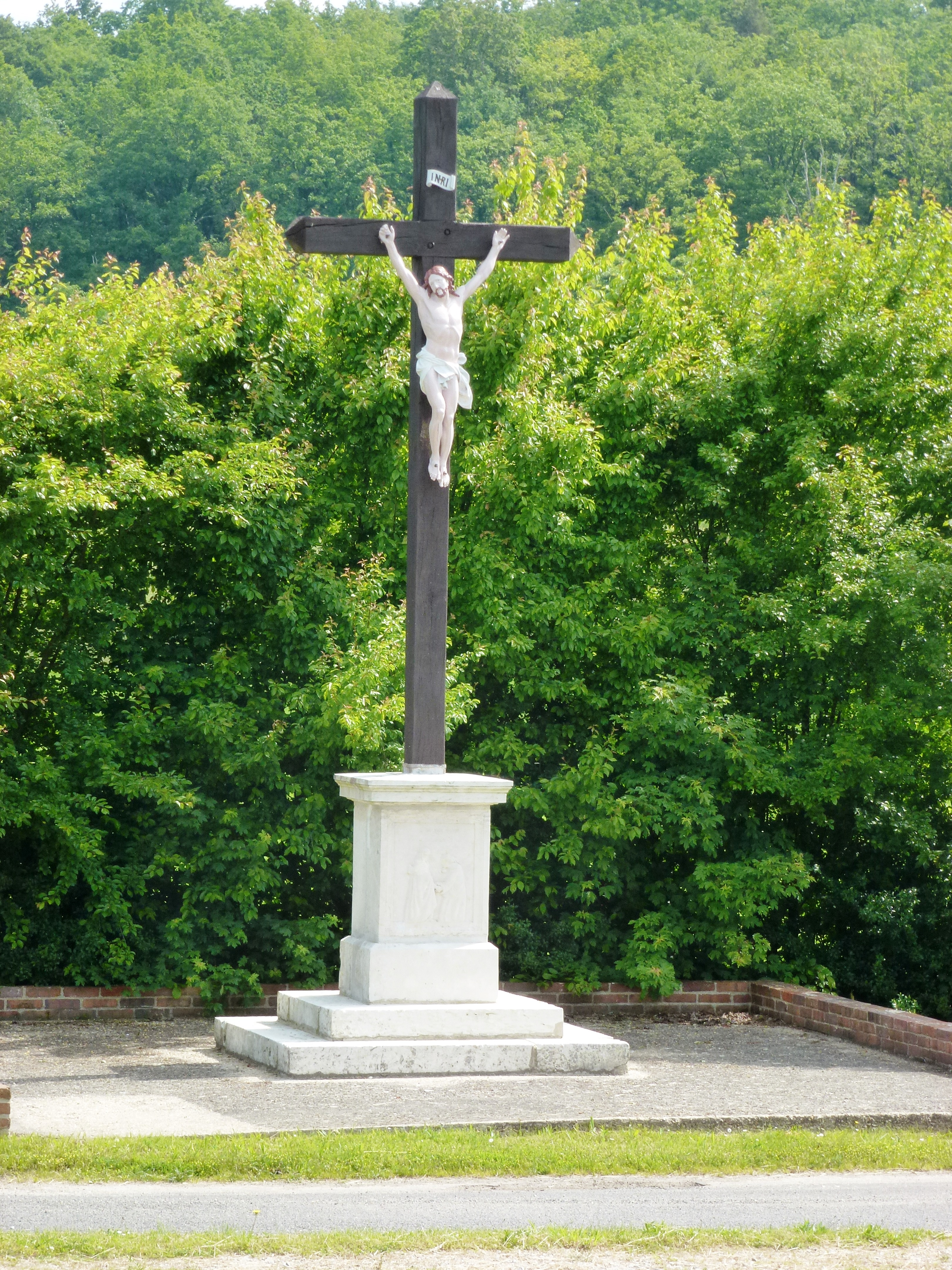
Le calvaire de chemin.
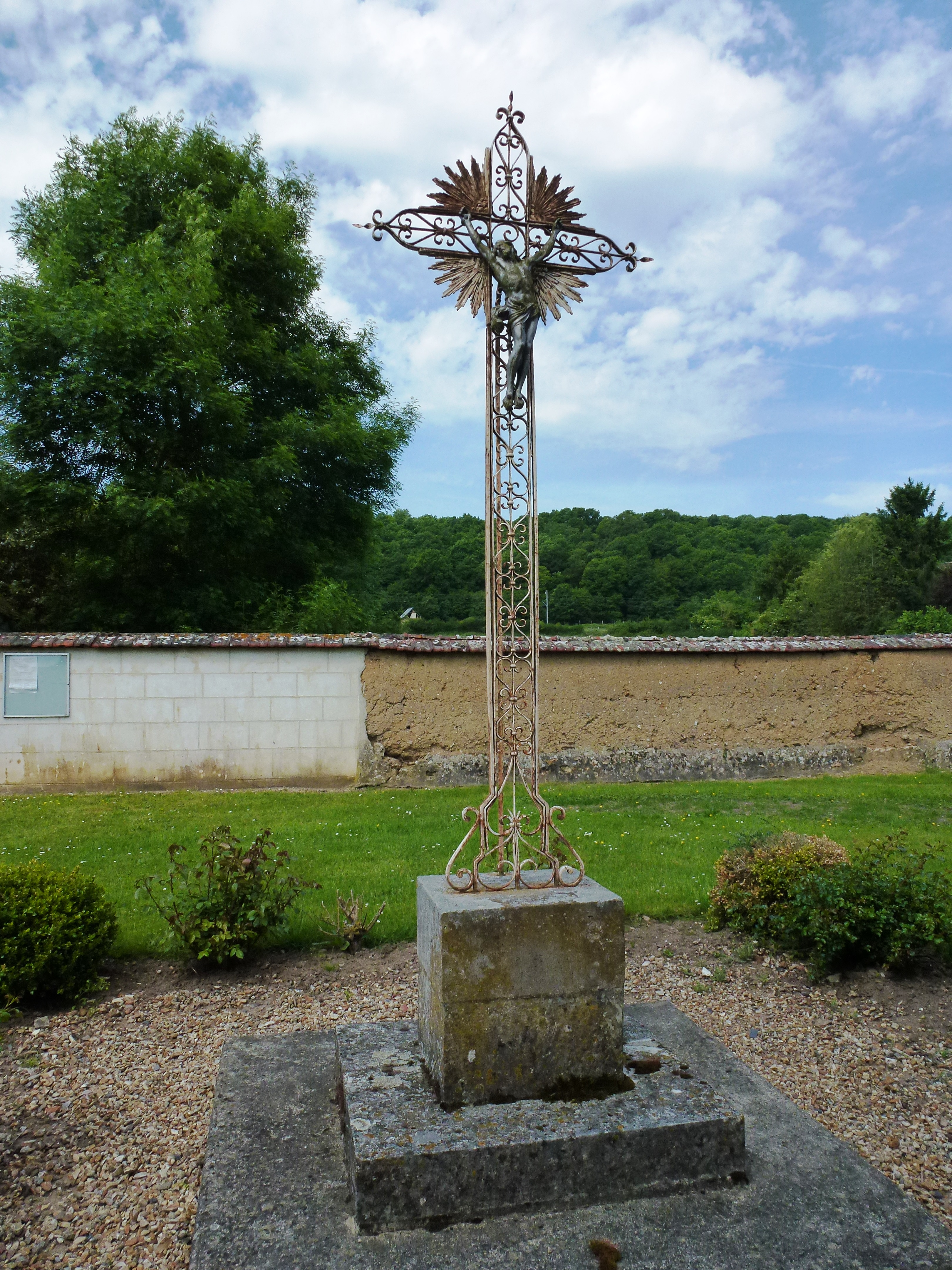
La croix de cimetière.

### Patrimoine naturel

#### Natura 2000
- "Risle, Guiel, Charentonne"[35].

#### ZNIEFF de type 1
- Le bois de Grammont et les prairies du val Gallerand[36] ;
- Le bois et les prairies du Hom[37].

#### ZNIEFF de type 2
- La vallée de la Risle de la Ferrière-sur-Risle à Brionne, la forêt de Beaumont, la basse vallée de la Charentonne[38].

### Personnalités liées à la commune
- René Alexandre (1885-1946). Sociétaire de la Comédie Française, il épousa Gabrielle Robinne, elle aussi sociétaire de la Comédie Française, en 1912. Il fonda, à Grosley, la maison de repos des acteurs anciens combattants. Lui-même fut ancien combattant de la Première Guerre mondiale.
- Gabrielle Robinne (1886-1980). Actrice de cinéma, dès l'époque du « muet » au début du XXe siècle, jusqu'à la seconde moitié du siècle. Elle fut aussi une actrice de théâtre de renom. La ville de Montluçon, où elle est née, l'a honorée en baptisant son théâtre de son nom. Tous deux vécurent à La Coletterie, chaumière au bord de la Risle à Grosley. Celle-ci existe encore.

### Héraldique
| Blason | Blasonnement : De sinople au chevron ondé brisé d'argent, accompagné en chef d'une feuille accostée de deux biches passantes affrontées et en pointe d'une roue de moulin le tout d'or |